# Chlorhydrate de chlorure de cholamine
 (avril 2018).
Le chlorure de cholamine, généralement utilisé sous forme de son chlorhydrate (NH2CH2CH2N(Cl)(CH3)3·HCl), est un composé chimique faisant partie des tampons de Good. Avec un pKa de 7,1 à 20 °C, il est adapté à la culture cellulaire.